# Matheus Favali
Matheus Favali Batalha (* 17. Juli 1996 in Mogi das Cruzes) ist ein brasilianisch-italienischer Fußballspieler.

## Karriere
Favali wechselte zur Saison 2018 vom Poços de Caldas FC zum Catanduva FC. Zur Saison 2019 schloss er sich dem Paulista FC an. Zur Saison 2020 wechselte er zum Araucária EC. Zur Saison 2021 wechselte er zum Cascavel CR. Für Cascavel spielte er fünfmal in der Staatsmeisterschaft von Paraná. Im August 2021 wechselte der Verteidiger zum österreichischen Zweitligisten FC Dornbirn 1913, bei dem er einen bis Juni 2022 laufenden Vertrag erhielt.
Sein Debüt in der 2. Liga gab Favali im selben Monat, als er am sechsten Spieltag der Saison 2021/22 gegen die Kapfenberger SV in der Startelf stand. Für Dornbirn kam er in zwei Jahren zu 49 Zweitligaeinsätzen. Zur Saison 2023/24 wechselte er zum Ligakonkurrenten Schwarz-Weiß Bregenz. Für Bregenz kam er aber nur zu vier Zweitligaeinsätzen. Zur Saison 2024/25 kehrte er daraufhin zum mittlerweile nur noch drittklassigen FC Dornbirn zurück.